# Osek, Jičín
Osek là một làng thuộc huyện Jičín, vùng Královéhradecký, Cộng hòa Séc.